# Hrabiše I. Hrabišic
Hrabiše I., někdy také označovaný jako Hrabiše I. Velký, († 1110) byl český šlechtic z rodu Hrabišiců. 
Po nástupu knížete Bořivoje II. v roce 1100 na knížecí stolec se stal jeho rádcem. V roce 1103 byl podplacen Skarbimírem, aby přiměl Bořivoje II., že má opustit stranu Zbyhněva a v konfliktu o polský trůn vyjádřil podporu Boleslavovi III. Křivoústému. I po vyhnání knížete Bořivoje II. z Čech mu byl věrný, po Bořivojově návratu v roce 1110 se stal správcem Pražského hradu. Poté o něm nejsou žádné zprávy.

## Život

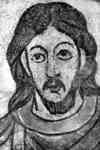
Bořivoj II., jehož rádcem byl Hrabiše

### Rádce knížete Bořivoje II.
Hrabiše se narodil pravděpodobně před rokem 1068 jako syn Kojaty I. Hrabišice nebo Všebora II. Hrabišice. Po nástupu Bořivoje II. na český knížecí stolec se stal společně s Protivenem jeho rádcem, snad se stal i palatinem, stejně jako jeho otec Kojata. Mezi Přemyslovci tehdy probíhaly nesváry, na straně Bořivoje II. stál olomoucký údělník Svatopluk, na rozdíl od Oldřicha Brněnského, který vedl proti Bořivojovi odboj. Oldřicha však Bořivoj s pomocí Svatopluka porazil. I když z této doby nejsou o Hrabišovi žádné zprávy, stál pravděpodobně na Bořivojově straně. První zmínka o Hrabišovi pochází až z roku 1103.
| „                 | Tebou byvše podplaceni Hrabiša a Protiven, rádcové knížete Bořivoje, přiměli samého knížete, aby slovo Zbyhněvovi dané zrušil. | “ |
| — Kosmova kronika | |   |

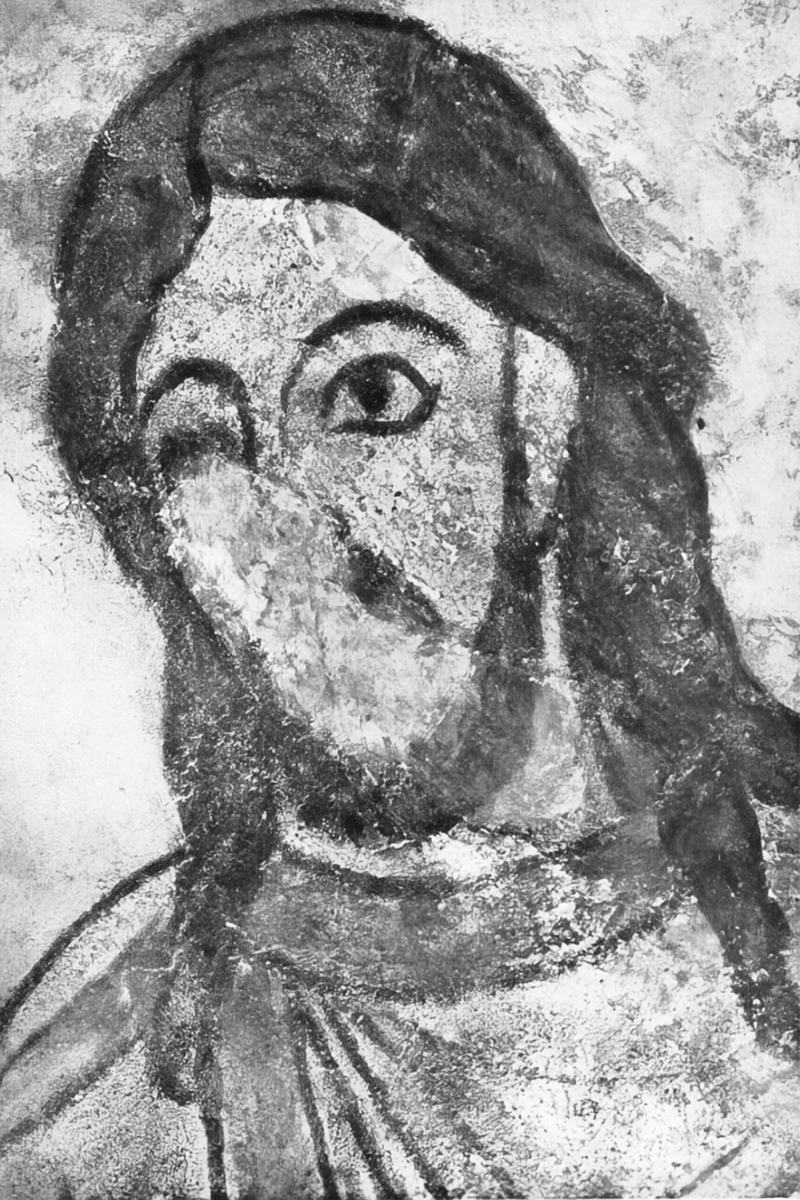
Svatopluk Olomoucký ve Znojemské rotundě

Tehdy byl Hrabiše společně s Protivenem důležitým členem k sjednání míru mezi Bořivojem II. a polským knížetem Boleslavem III. Křivoústým, který válčil se svým bratrem Zbyhněvem. Zbyhněvovi se podařilo spojit s Bořivojem, Svatoplukem Olomouckým a pomořanským knížetem Svatoborem. V roce 1103 vtrhlo české vojsko Vratislavska a oblehlo hrad Rečen. Boleslav, kterého tato zpráva zastihla při svatbě se Zbyslavou, se rozhodl vyjednávat. Vyslal svého vychovatele Skarbimíra, aby vyjednal mír. Skarbimír připomněl Bořivojovi příbuzenství s Boleslavem a nabídl mu tisíc marek. Za Boleslava se také přimluvil Hrabiše s Protivenem, kteří byli Skarbimírem rovněž podplaceni. Nevědomky tak zaseli nesvár, který vyvstal mezi Bořivojem II. a Svatoplukem.
Svatopluk totiž nedostal z peněz nic a uraženě pokračoval v podpoře Zbyhněva. V roce 1106 vyslal do Čech člověka, který obvinil velmože ze zrady proti Bořivojovi. Bořivoj se o této zradě dozvěděl a rozhodl se je zajmout.
| „                       | Měl sice několirát v úmyslu zajmout Božeje a Mutinu, ač mu byli přátelsky oddáni, a jako škůdce země potrestati; ale protože za své rádce měl pleticháře Hrabišu a Protivena, neušel jeho úmysl pozornosti řečených předáků. | “ |
| — Kosmova kronika česká | |   |

Vršovci se uchýlili k Vladislavovi, bratrovi knížete Bořivoje, který se přidal na stranu Svatopluka. Oslabený Bořivoj neměl proti Svatoplukovi šanci. Byl svržen z knížecího stolce a 14. května roku 1107 se vlády chopil Svatopluk.

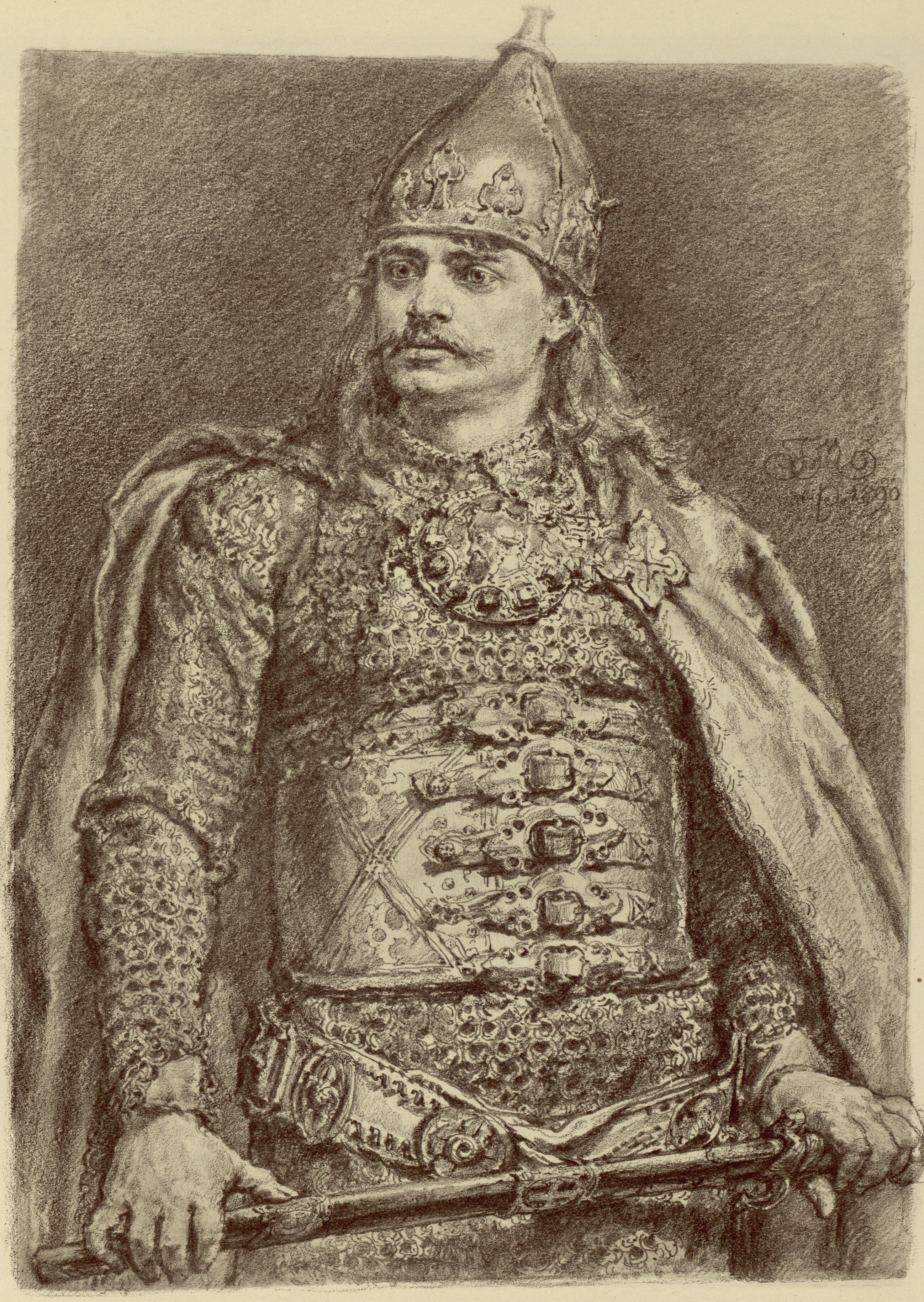
Boleslav III. Křivoústý, malba od Jana Matejka

### Správce Pražského hradu
V letech 1107 až 1109, kdy českému knížectví vládl Svatopluk, se o Hrabišovi nedochovaly žádné zprávy. Snad odešel společně s Bořivojem a jeho mladším bratrem Soběslavem do exilu. Bořivoje se pokusil na svoji stranu získat římského krále Jindřicha V., nakonec však musel Bořivoj II. utéct do Polska k Boleslavovi III.
Nová naděje Bořivojovi přišla po Svatoplukově smrti v roce 1109. Tehdy se Bořivoj společně s vojskem z Polska a Grojče vydal do Čech. Pravděpodobně se ve vojsku nacházel i Hrabiše. Bořivoj využil Vladislavovy nepřítomnosti a na Štědrý den obsadil Prahu i Pražský hrad. Bořivoj se však brzy z Pražského hradu stáhl na Vyšehrad a péči o své přívržence a Pražský hrad svěřil Hrabišovi.
| „                       | Ten (Bořivoj) je vlídně přijal a zavázal přísahami a mnohými sliby; svěřiv pak je předáku Hrabišovi, téhož dne se odebral spolu s jinými do bezpečnějších hradeb hradu Vyšehradu. | “ |
| — Kosmova kronika česká | |   |

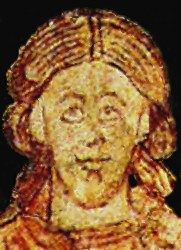
Vladislav I. ve znojemské rotundě

Vladislav, protivník Bořivoje v boji o pražský stolec, jednal však také rychle. Jindřichovi V. poslal do Řezna pět set hřiven stříbra a sám se pokusil zaútočit na Pražský hrad. Hrabiše však brány neotevřel. Po několika dnech boje se však prostředníkem boje o český stolec stal Jindřich V., jenž svolal sněm do Rokycan, kde bez rozmyslů určil za českého knížete Vladislava. Bořivoj byl společně s Václavem Grojčským uvězněn na hradě Hammerstein. Osud Bořivojových přívrženců ale nechal Jindřich v rukou Vladislava. Jan, jeden z Vršovců, byl zbaven zraku a nosu, vůdce vzbouřenců Přivitan byl vypovězen ze země. Jestli se Hrabiše s Vladislavem domluvil, nebo uprchl ze země, není známo. Až do roku 1158 se však žádný Hrabišic nikde v pramenech neobjevuje.

## Rodina
Lze se dohadovat, kdo byl otcem Hrabiše, jelikož kronikář Kosmas nezmiňuje jméno Hrabišova otce. Snad to byl Kojata, který nebyl u českých knížat příliš oblíbený. Mohl jím být ale také Všebor II. Hrabišic. Nejsou známy ani žádné jiné příbuzenské vztahy mezi ostatními předáky 12. století. Jeho bratrem či bratrancem mohl být Kojata II. Hrabišic, mohl však být i Hrabišovým synem. Jeho vnukem byl Gerard, který zahynul v roce 1158 při obléhání Milána. Josef Žemlička soudil, že byl otcem Hrabiše II., podle historika Tomáše Velímského je to však nepravděpodobné. Hrabišovým příbuzným mohl být také Olen, který v roce 1121 bojoval u Přimdy. Olen se do rodiny Hrabišiců zřejmě přiženil.